# Акималиев, Джамин Акималиевич
Джамин Акималиевич Акималиев (род. 5 мая 1936) — киргизский учёный в области растениеводства и почвоведения, академик ВАСХНИЛ (1991).

## Биография
Родился 5 мая 1936 в с. Угут Акталинского района Нарынской области, Киргизской ССР. Окончил (в 15 лет) среднюю школу, затем — Киргизский СХИ им. К. И. Скрябина (1956, два года работал агрономом в совхозе «Каракол») и аспирантуру (1958—1961). В 1962 г. защитил кандидатскую диссертацию на тему «Влияние различных доз удобрений на урожайность сахарной свеклы в орошаемых условиях».
- 1962—1963 заместитель директора по науке Киргизского НИИ земледелия.
- 1963—1968 директор Киргизской опытно-селекционной станции по сахарной свекле.
- 1968—1971 первый заместитель министра сельского хозяйства Киргизской ССР.
- январь 1971 — сентябрь 1979 первый секретарь Сокулукского райкома компартии Киргизии. В 1977 году колхозы и совхозы района получили с каждого из 10 тысяч гектаров в среднем по 509 центнеров сахарной свёклы.
- 1979—1986 ректор Киргизского СХИ им. К. И. Скрябина.
- 1987—1990 директор Киргизского НИИ почвоведения.
- 1990—1991 председатель Республиканского центра научного обеспечения АПК КиргССР.
- 1991—1992 председатель Киргизского отделения ВАСХНИЛ.
- с 1992 г. по настоящее время (2016) — директор Киргизского НИИ земледелия.

В 1996—2001 гг. президент Киргизской аграрной академии (бывший Киргизский СХИ им. К. И. Скрябина).
Государственный деятель: в 1967—1990 гг. депутат Верховного Совета Киргизской ССР, в 1990—1995 гг. — депутат «легендарного парламента» (Совета Народных депутатов Киргизии), а в 1995—2000 гг. — депутат Собрания народных представителей.
Автор научных работ по вопросам агротехники, семеноводства, продуктивности сахарной свеклы и других сельскохозяйственных культур, проблемам орошения и охраны окружающей среды.
Доктор сельскохозяйственных наук (1981), профессор (1982), академик ВАСХНИЛ (1991). Академик Национальной академии наук Киргизской Республики (1993).

## Награды, премии, другие отличия
Лауреат Государственной премии Киргизской ССР в области науки и техники (1976). Награждён орденом Ленина, двумя орденами Трудового Красного Знамени, орденом Октябрьской Революции, орденом Манаса.

## Труды
Опубликовал более 200 научных трудов, в том числе 15 монографий.
Сочинения:
- Система удобрения свеклокультур в Киргизской ССР / соавт. В. М. Золоев. — Фрунзе: Кыргызстан, 1986. — 108 с.